# Afranthidium tanganyicola
Afranthidium tanganyicola là một loài Hymenoptera trong họ Megachilidae. Loài này được Strand mô tả khoa học năm 1911.